# Субуфер
Субуфер е озвучително тяло за ниски честоти (баси от 20 – 600 Hz), в което взаимното унищожаване на излъчваната от високоговорител предна и задна звукова вълна се дължи на срещуположно сгъстяване и разреждане на въздушните частици в предната и задната област на високоговорителя, когато дължините на вълните са по-големи от размерите му. Това създава усещане за силен и плътен бас. Приложението му е в системи за домашно кино и др. Устройството не е много сложно. Най-простите субуфери се състоят от една бас тръба, от която излиза въздухът, предизвикан от уфера. При по-сложните субуфери има вградена и тонколона (високоговорител) отстрани и тя си е като съвсем нормална колона. Приложението на субуферите е в домашните кина, както и в специализираните.